# Polonia Restituta (film dokumentalny)
Polonia Restituta (Polska Odrodzona) – polski film dokumentalny z 1928 roku.
Treść filmu odnosi się do walk o niepodległość Polski w latach 1917–1920.
Pierwotnie premiera filmu została zaplanowana na 27 lutego 1928 w Operze Warszawskiej i była anonsowana jako pierwsze w historii polskiej kinematografii uroczyste wyświetlenie filmu tamże, w obecności najwyższych dostojników Państwa Polskiego, dyplomatów i wybitnych przedstawicieli społeczeństwa. 28 lutego 1928 premiera produkcji określonej jako film narodowy i mianowanej jako święto polskiego filmu – świętem chwały narodowej oraz święto kinematografii polskiej, a tym samym święto każdego obywatela, była zapowiadana za kilka dni w Operze Warszawskiej, a powtórzenia premiery na 6 marca 1928 w kilkukrotnych seansach w czterech innych kinoteatrach stolicy: „Światowid” (przy ulicy Marszałkowskiej 111), „Capitol” (przy ulicy Marszałkowskiej 123), „Pan” (przy ulicy Nowy Świat 40) i „Corso” (przy ulicy Wierzbowej 7). Wydanie „Kuriera Warszawskiego” tak zapowiadało emisje powtórnej premiery filmu:

Miliony Polaków ujrzą w tym filmie siebie i swych najbliższych. Bezcenne zdjęcia autentyczne dokonywane w huraganowym ogniu walczących armii! Życie i czyny bojowe Wodzów Narodu, tworzących Historię Polski Wyzwolonej. Walki z nawałą bolszewicką w obronie zagrożonej Warszawy i ostateczny tryumf oręża polskiego.

W kolejnych latach film był emitowany podczas organizowanych uroczystości państwowych oraz np. z okazji imienin Marszałka Józefa Piłsudskiego.
Zapis filmu znalazł się w zasobach Narodowego Archiwum Cyfrowego.